# Feliu Matamala i Teixidor
Feliu Matamala i Teixidor (Amer, 21 de setembre de 1912 - Girona, 22 de novembre de 2009) fou un llibreter i activista cultural català.

## Biografia
Treballà de jove com a dissenyador industrial i milità a la Federació de Joves Cristians. Durant la guerra, passà al bàndol franquista i combaté al si del Terç de Nostra Senyora de Montserrat. Ràpidament es decebé del franquisme.
A partir de 1943, i com a empresari, va ser fundador de les empreses Stein i Establiments Linel, així com president i administrador delegat de la llibreria Les Voltes de Girona, des d'on va impulsar activitats per a promoure la cultura com la Fira del Dibuix i la Pintura de Girona, les publicacions Serra d'Or, Cavall Fort i Tretzevents, el diari Avui i la Gran Enciclopèdia Catalana. També patrocinà campanyes en defensa del català com En català, si us plau, El català, cosa de tots, el DNI en català, i recollides de firmes per a causes com No vull la E al meu cotxe.
Esdevingut una figura clau del catalanisme cultural, especialment a la ciutat de Girona, el 2004 va rebre la Medalla Francesc Macià de la Generalitat de Catalunya. El 2009 va rebre la distinció Ciutadania de l'Ajuntament de Girona, malgrat l'oposició de la secció gironina de Ciutadans i la Creu de Sant Jordi de la Generalitat de Catalunya. Va morir el 22 de novembre de 2009 a Girona (Gironès) als 97 anys.